# 赫倫施泰因湖

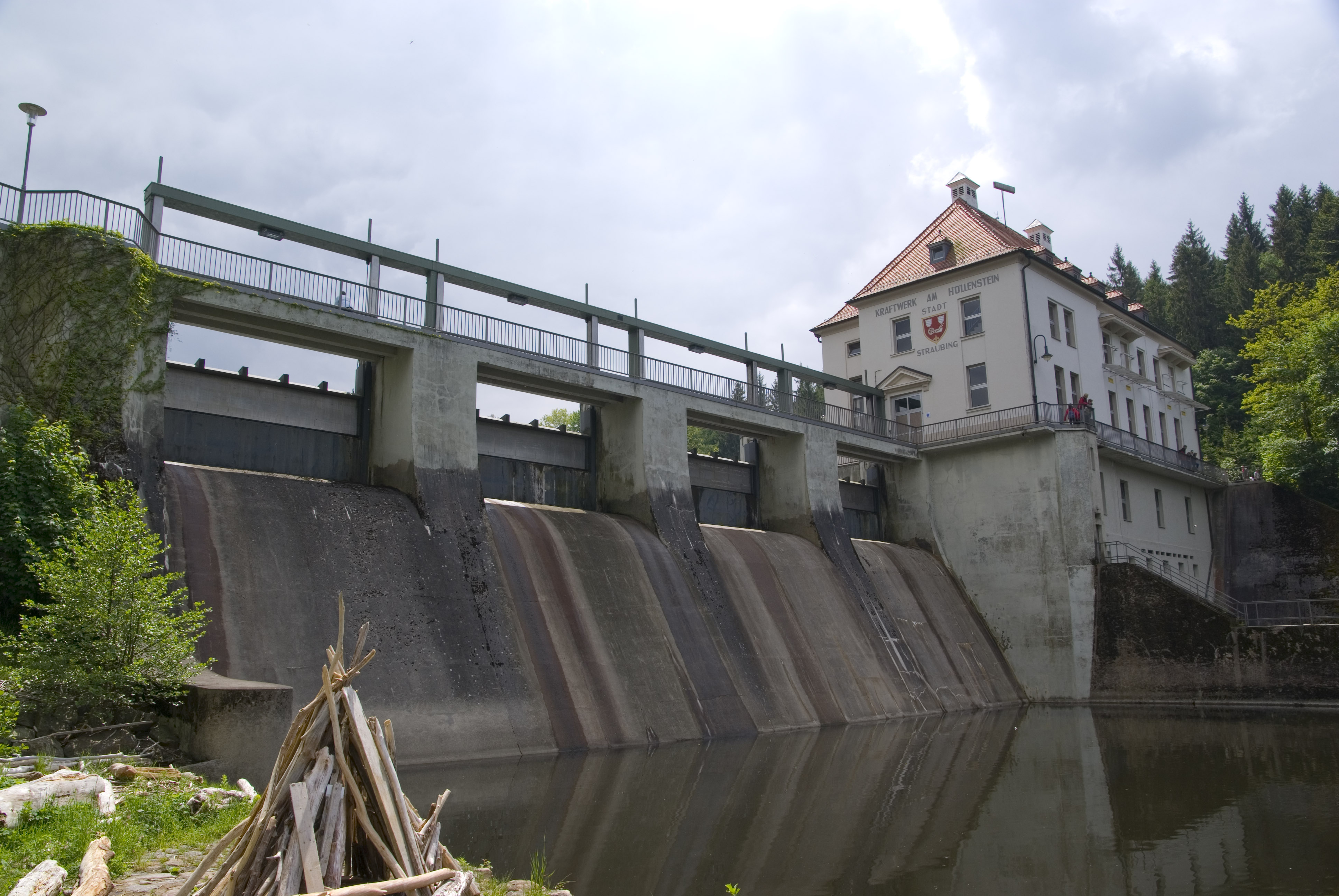

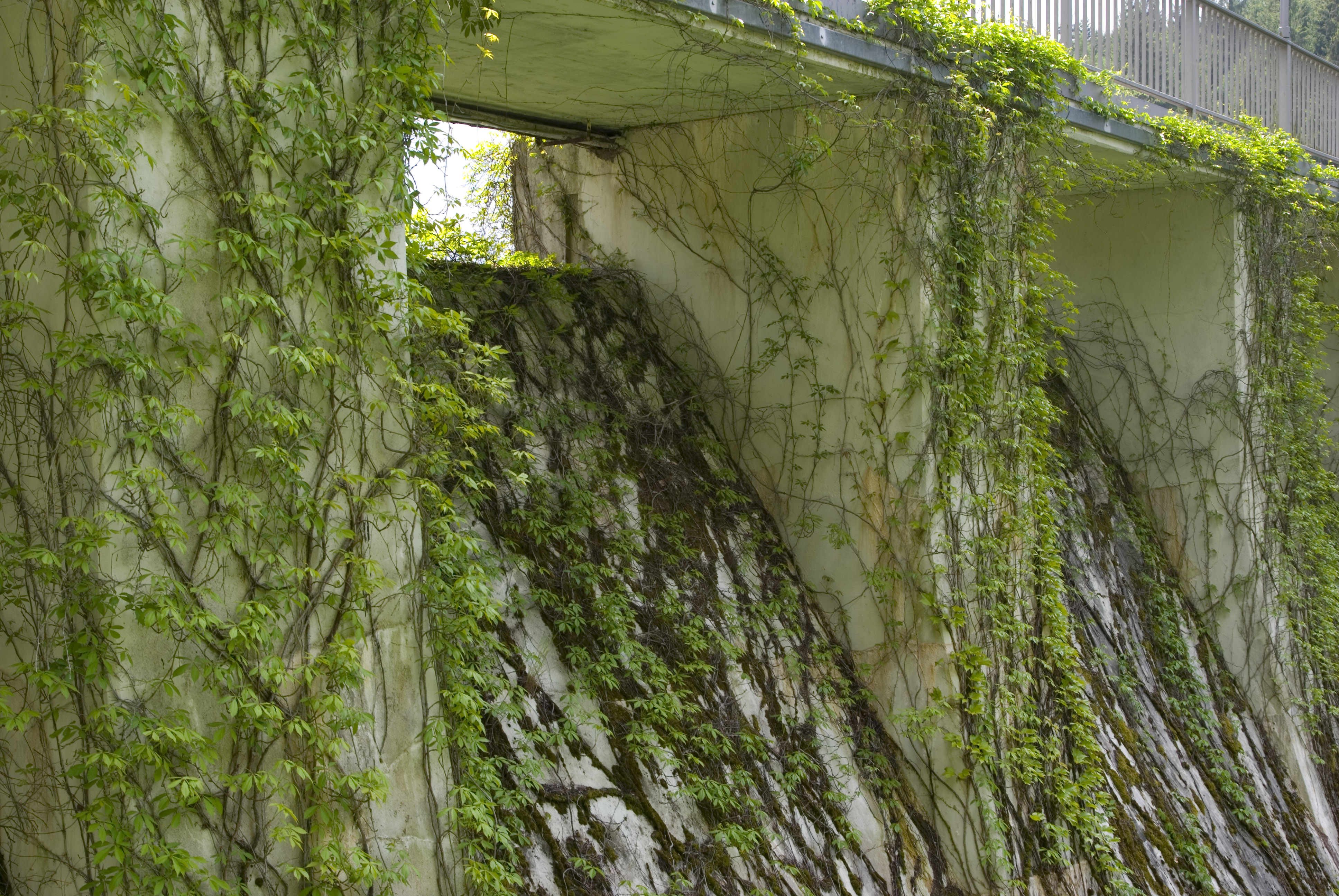

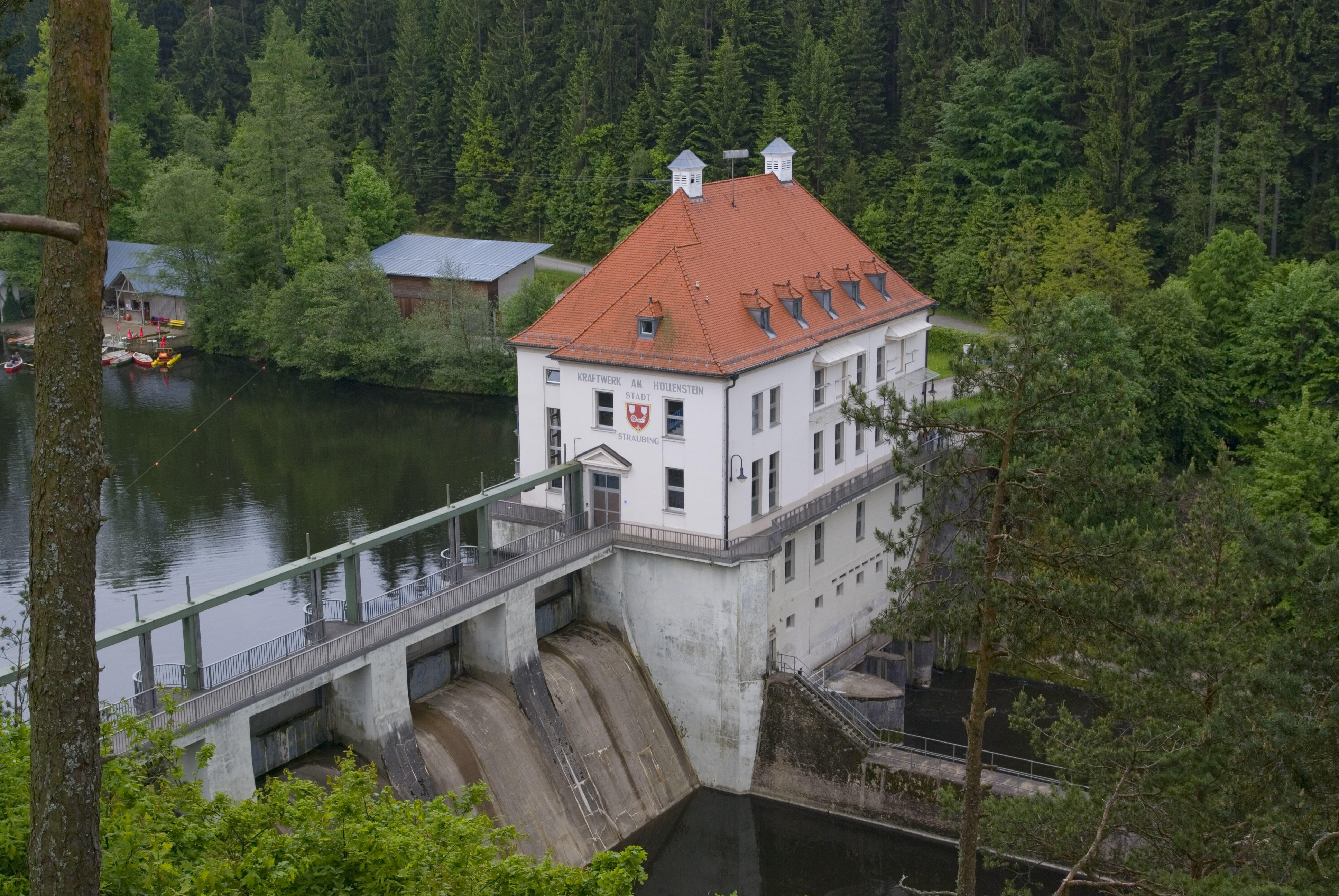

49°07′37″N 12°52′04″E / 49.127°N 12.8677°E
赫倫施泰因湖（德語：Höllensteinsee），是德國的湖泊，位於該國東南部，由巴伐利亞州負責管轄，處於雷根縣，長0.6公里，面積0.54平方公里，海拔高度399米，水體容量160萬立方米。